# Con dos tacones
Con dos tacones (Con2Tacones) es una serie de televisión española emitida en 2006 (23 de marzo/13 de junio) por Televisión española.

## Argumento
Es una comedia española, que trata sobre cinco mujeres de edades diferentes (entre los 20 y los 50 años) y de diferente estatus social, que acaban compartiendo piso. Coinciden todas ellas, en considerarse unas perdedoras.
Por diversas y, en ocasiones, disparatadas circunstancias, Carmen, Cristina, Malena y Laura acaban viviendo juntas. Su objetivo es empezar una nueva vida, y para ello cuentan con su amistad como principal baza.
Mónica, la quinta de nuestras chicas, acaba de comenzar una relación, lo que también supone un cambio radical de vida para ella, y en estos momentos el apoyo de sus amigas será fundamental para conseguir adaptarse a su nuevo estado.

## Personajes

### Femeninos
- Carmen (Rosario Pardo) es una mujer cincuentona, que se entera de que su marido la engaña, con su amiga y psicóloga Cristina. Es una mujer muy dependiente, que no sabe llevar las propias riendas de su vida y está obsesionada con la limpieza. Acaba viviendo en el piso de Cristina, lo que la hace muy dependiente de esta.

- Cristina (Lorena Berdún) es una mujer fría y controladora, no comprende como sus amigas son incapaces de manejar su propia vida, ni sus debilidades. Aunque ella es incapaz de controlar su debilidad, que son los hombres casados. Siempre tiene respuesta para todas sus compañeras, menos para sí misma. Es irónica y todos los chistes sarcásticos salen de ella. Está enamorada de su vecino, que está separado, pero no quiere reconocerlo.

- Malena (Mónica Cervera) es por decirlo de alguna manera, la menos lista, la flipada, la que vive en un mundo ajeno al nuestro, en una pompa rosa. Es hija de Carmen, tiene veintitantos años, es peluquera. Todo le sale mal, muy mal, aunque ella tiene la magnífica virtud de convencerse a sí misma de que no es así y de que todo le va bien.

- Mónica (Raquel Meroño) es una todo terreno. Es la directora de campaña de un exalcalde, que quiere recuperar su despacho. En su trabajo es agresiva y decidida, mientras que en su vida privada es más bien lo contrario. Acaba de irse a vivir con su novio (el director de campaña de la actual alcaldesa), lo que supone un cambio rotundo en su vida. No soporta que las cosas estén fuera de su alcance o control.

- Laura (Raquel Infante) es una chica moderna y muy liberal. Se siente segura de sí misma. No pasa por su mejor momento laboral, ya que se encuentra encasillada como reportera del mundo del corazón, aunque aspira a tener su propio programa. En el campo sexual, actúa como se diría típicamente como los hombres, sin escrúpulos y sin echar la mirada atrás.

### Masculinos
- Manolo (Jordi Bosch) es el exmarido de Carmen, el padre de Malena, el jefe de Mónica y el amante de Cristina. Es el exalcalde que está deseoso de recuperar su despacho, como también lo está por recuperar a su mujer, para lo cual utilizará las técnicas más rastreras posibles. Es como un niño, le encanta llamar la atención y que se cumpla su voluntad.

- Carlos (Pau Durá) es el novio de Mónica. Es un seductor y tiene un gran sentido del humor. Tendrá algún que otro roce con su pareja, porque se lleva el trabajo a casa (espiando los planes de campaña que Mónica prepara para Manolo y cosas de ese estilo).

- Eduardo (Iván Sánchez) es el vecino de Cristina, del que esta se enamora. Es un hombre atractivo, cosa de la que él no es consciente. Está divorciado, tiene un hijo y es artista (pintor).

- Félix (Xavi Lite) es el compañero de trabajo de Carlos. Es como una maruja, vive con sus padres, es un maniático del orden. Es paciente de Cristina por diversos problemas sexuales.

### Otros personajes
- Blanca (Marta González de Vega) es la secretaria de Cristina, le falta una para terminar la carrera, es una mujer sarcástica e inestable. Además es la exnovia de Carlos.
- Sara (Carolina Lapausa) es la encargada de la peluquería donde trabaja Maléna, es borde y tiene cierta manía a su empleada. Tiene un humor irónico.
- La Alcaldesa (Belinda Washington), es una mujer controladora. Satisfecha con su trabajo. A lo largo de la serie tendrá un lío con otro político.
- Padre (Pepin Tre) es un cura que quiere modernizarse, es cliente de la clínica anti alopecia en la que trabaja Carmen.
- Fernando (Nacho López) es el novio de Laura, es descarado y sin vergüenza que le frene.
- Ramón (Sergio Otegui) es el otro novio de Laura, es tímido e inseguro.
- Lucas (Patrick Criado) es el hijo de Eduardo. Es un chantajista y un manipulador.

### Intervenciones Estelares
- Cristina Castaño, 3 episodios.
- Jorge Calvo, 2 episodios.
- Amparo Valle, 2 episodios.
- Eva Marciel, 2 episodios.
- María Ballesteros, 2 episodios.
- Paco Hidalgo, 2 episodios.
- Juanjo Pardo, 2 episodios.
- Teresa María Rojas, 1 episodio.
- María Luisa Merlo, 1 episodio.
- William Miller, 1 episodio.
- Eloy Arenas, 1 episodio.
- Chisco Amado, 1 episodio.
- María Isbert, 1 episodio.
- Lilian Caro, 1 episodio.
- Diego Carvajal, 1 episodio.
- Lucia Hoyos, 1 episodio.
- Iker Lastra, 1 episodio.
- Ibon Urbituzu, 1 episodio.
- Malena Gracia, 1 episodio.
- Yurena, 1 episodio.

## Episodios y audiencias
| Temporada | Temporada | Episodios | Estreno             | Final               | Audiencia media | Audiencia media | Audiencia media |
| Temporada | Temporada | Episodios | Estreno             | Final               | Espectadores    | Cuota           |                 |
| --------- | --------- | --------- | ------------------- | ------------------- | --------------- | --------------- | --------------- |
|           | 1         | 11        | 23 de marzo de 2006 | 13 de junio de 2006 | 1 810 000       | 11,3%           |                 |

### Temporada 1: 2006
| Episodio | Título                              | Fecha               | Audiencia         |
| -------- | ----------------------------------- | ------------------- | ----------------- |
| 1        | Mujer tenías que ser                | 23 de marzo de 2006 | 2 641 000 (19,2%) |
| 2        | Piso nuevo, vida nueva              | 30 de marzo de 2006 | 1 917 000 (13,7%) |
| 3        | Lo que tenga que ser…               | 18 de abril de 2006 | 1 526 000 (10,7%) |
| 4        | El amor en los tiempos del internet | 25 de abril de 2006 | 1 691 000 (11,9%) |
| 5        | Estamos locos, ¿o qué?              | 2 de mayo de 2006   | 1 792 000 (10,0%) |
| 6        | Los exes: esos seres mitológicos    | 9 de mayo de 2006   | 1 901 000 (10,4%) |
| 7        | Alabaré a mi señor                  | 16 de mayo de 2006  | 1 885 000 (11,1%) |
| 8        | Cortar por lo sano                  | 23 de mayo de 2006  | 1 874 000 (10,8%) |
| 9        | Nanas sin cebolla                   | 30 de mayo de 2006  | 1 700 000 (9,7%)  |
| 10       | Lo que nadie sabe                   | 6 de junio de 2006  | 1 629 000 (9,6%)  |
| 11       | Verde, que te pongo verde           | 13 de junio de 2006 | 1 356 000 (7,9%)  |

## Equipo técnico

### Guion
- Marta González De La Vega (Idea original)
- Jaime Palacios
- Luis Piedrahíta
- Rodrigo Sopeña
- Arturo González-Campos
- Alberto López

### Director
- Alberto Ruiz Rojo

### Productora
- BocaBoca Producciones

- Datos: Q5780677